# Коефіцієнт покриття відсотків
Коефіціє́нт покриття́ відсо́тків (англ. Times-interest-earned ratio, ICR) — фінансовий показник, що порівнює величину прибутку до виплати відсотків за кредитом та сплати податків (англ. EBIT, Earnings before interest and taxes) з витратами на виплату відсотків.

## Визначення
Коефіцієнт покриття відсотків показує можливий ступінь зниження операційного прибутку підприємства, за якого воно може обслуговувати виплати відсотків. Допомагає оцінити рівень захищеності кредиторів від невиплати боргів із боку позичальника. Нормальним вважається значення показника від 3 до 4. Якщо значення коефіцієнта стає меншим від 1, це означає, що фірма не створює достатнього грошового потоку з операційного прибутку для обслуговування відсоткових платежів.
Коефіцієнт покриття відсотків = Величина прибутку до виплати відсотків та сплати податків (бухгалтерський прибуток) / Відсотки до сплати
{\displaystyle ICR={\frac {EBIT}{R}}} ,
де {\displaystyle ICR} — коефіцієнт покриття відсоткових виплат; {\displaystyle EBIT} — прибуток до сплати відсотків та податку на прибуток; {\displaystyle R} — Нараховані відсотки (фінансові витрати).